# Hilde Wagner-Ascher
Hilde Wagner-Ascher (* 8. Mai 1901 in Wien; † 16. November 1999 in London) war eine Malerin, Designerin und Textilkünstlerin.

## Leben und Werk
Hilde Ascher war die Tochter von Regine Ascher (geb. Friedländer) und Adolf Arnold Ascher, kaiserlicher Rat und juristischer Generalsekretär der Baron de Hirsch-Stiftung. Beide Eltern wurden von den Nationalsozialisten ermordet.
Sie war die Nichte des Komponisten Leo Ascher und die Cousine von Franzi Ascher-Nash.
Ascher besucht 1914 die sogenannte Jugendkunstklasse von Franz Čižek an der Kunstgewerbeschule Wien. In den Jahren 1917 bis 1920 (nach anderen Angaben 1919) studierte sie an dieser Kunstgewerbeschule bei Adolf Böhm, Franz Čižek, Rudolf von Larisch, Viktor Schufinsky und Oskar Strnad. Sie unternahm Studienreisen nach Dalmatien, Deutschland, in die Schweiz und die Niederlande.
1925 heiratete sie den Maler Erich Karl Wagner (1890–1974). 1930 wurde der gemeinsame Sohn Otto geboren.
Auf der Exposition Internationale des Artes Décoratifs et Industriels Modernes in Paris 1925 erhielt sie als Auszeichnung für ihre Arbeiten das honorary diploma, das Ehrendiplom.
Im Jahr 1926 war sie Mitbegründerin der Wiener Frauenkunst. Diese Vereinigung wollte die Arbeitsbedingungen und die wirtschaftlichen Verhältnisse von Künstlerinnen und Kunsthandwerkerinnen verbessern. In der Zeit von 1927 bis 1930 präsentierte Wagner-Ascher ihre Werke gemeinsam mit den Kolleginnen der Wiener Frauenkunst. Auf der Ausstellung „Das Bild im Raum, II. Ausstellung des Verbands Bildender Künstlerinnen und Kunsthandwerkerinnen Wiener Frauenkunst mit Kollektion des Vereins der Künstlerinnen zu Berlin“ (1929) war sie verantwortlich für die Gestaltung des Kunstgewerberaumes mit Wandmalereien. 1930 beteiligte sie sich an einer Ausstellung im Wiener Künstlerhaus. Auch dem Österreichischen Werkbund schloss sie sich an.
1928 erwähnte die Wiener Zeitung das Atelier Hilde Wagner-Ascher lobend und 1934 war sie als Künstlerin der Angewandten Kunst in der Dominikanerbastei 6/14 im 1. Wiener Bezirk registriert. 1938 floh sie vor der Verfolgung als Jüdin nach England. Über das Leben in der Immigration ist kaum etwas bekannt. Die Provenance–Forschung des MoMA erbrachte, dass Hilde Wagner-Ascher 1954 die Lithografie Oskar Kokoschka, Self-Portrait, Hand on Chest (Selbstbildnis, Hand auf der Brust) an das Museum verkaufte. Sie starb mit 98 Jahren und wurde auf dem Londoner Hampstead-Friedhof begraben.
Der Schwerpunkt ihres Werks lag auf Textilentwürfen, um 1925 entwarf sie bestickte Taschen und Kissen. Die Ausführungsanweisungen an die Stickerinnen für ihr geometrisches Design bestand aus einer Technische Zeichnung auf kariertem Papier, auf der sie jeden einzelnen Stich als verschiedenfarbiges Karo einzeichnete. Die Muster und die Farbgebung ihrer Arbeiten war typisch für die Wiener Werkstätte. Ihr Entwurf für einen Wollteppich (um 1925) erinnert an die abstrakten Bilder von Sonia Delaunay. Er war jedoch in gedämpften Farbtönen gehalten. Für die Wiener Werkstätte entwarf sie auch Packpapier.
Wagner-Ascher war lange Zeit in Vergessenheit geraten. Ihre Kunst wurde nach dem Jahr 2020 neu entdeckt und gewürdigt. Das Des Moines Art Center und das Victoria and Albert Museum (V&A) in London besitzen Werke von Wagner–Ascher. Das V&A erhielt auch Ausstellungsstücke als Schenkung der Künstlerin.

## Ausstellungen (Auswahl)
- 1925: Exposition Internationale des Artes Décoratifs et Industriels Modernes in Paris
- 1927: Künstler im Kunsthandwerk und in der Industrie, Österreichisches Museum für Kunst und Industrie, Wien
- 1927: Weihnachtsausstellung des Österreichischen Werkbunds
- 1929: Das Bild im Raum, II. Ausstellung des Verbands Bildender Künstlerinnen und Kunsthandwerkerinnen Wiener Frauenkunst mit Kollektion des Vereins der Künstlerinnen zu Berlin, Wien[1]
- 1930: Wiener Frauenkunst, III. Ausstellung des Verbandes Bildender Künstlerinnen und Kunsthandwerkerinnen Wiener Frauenkunst[8]
- 1930: Ausstellung im Künstlerhaus Wien[9]

posthum
- 2020: Bags: Inside Out, Victoria & Albert Museum, London
- 2021: Die Frauen der Wiener Werkstätte, Museum für angewandte Kunst (MAK), Wien

## Werke (Auswahl)
- Packpapier[10]
- Reinzeichnung und punktierte Pause für einen Polster (Kissen) aus Affenhaut-Duvetine, mit Chenille bestickt[11]
- Reinzeichnung und zwei punktierte Pausen für einen Polster (Kissen) mit gestickten und gemalten Motiven[12]
- Tischdecke, Entwurfszeichnung[13]
- Reinzeichnung und zwei punktierte Pausen für einen Seidenpolster (Kissen) mit gestickten Motiven[14]
- „Liberty Kissen“ rund, „Liberty Kissen“ rechteckig, „Seidenkissen“ quadratisch[15]
- Wollteppich[6]
- Puderdose[7]
- Tasche[16]
- Tasche[17]
- Tasche mit Börse und Spiegel[18]
- Stoffmuster[19]
- Gestickte Taschen[20]
- Stickerei auf einer Tasche[21]
- Wandmalerei[1]
- Tüllarbeiten[9]
- Handarbeiten[8]
- Tüllspitzen und Stickereien[22]